# Liste der UN-Abkürzungen
Liste der jeweiligen originalen Abkürzungen (dt. Bezeichnungen evtl. abweichend) im Zusammenhang mit den Vereinten-Nationen (UN).

## A
- AIEA, Internationale Atomenergie-Organisation, (frz. ...)

## C
- CAT, UN-Ausschuss gegen Folter (engl. Committee Against Torture)
- CAVR, Empfangs-, Wahrheits- und Versöhnungskommission von Osttimor, (port. Comissão de Acolhimento, Verdade e Reconciliacão de Timor-Leste)
- CED, UN-Ausschuss gegen das Verschwindenlassen (engl. Committee on Enforced Disappearances)
- CEDAW, UN-Ausschuss für die Beseitigung der Diskriminierung der Frau (engl. Committee on the Elimination of Discrimination Against Women)
- CERD, UN-Ausschuss für die Beseitigung der Rassendiskriminierung (engl. Committee on the Elimination of Racial Discrimination)
- CESCR, UN-Ausschuss für wirtschaftliche, soziale und kulturelle Rechte (engl. Committee on Economic, Social and Cultural Rights)
- CICIG, Internationale Kommission gegen die Straffreiheit in Guatemala, (span. Comisión Internacional contra la Impunidad en Guatemala)
- CMW, UN-Ausschuss zum Schutz der Rechte aller Wanderarbeitnehmer und ihrer Familienangehörigen (engl. Committee on Migrant Workers)
- CRC, UN-Ausschuss für die Rechte des Kindes (engl. Committee on the Rights of the Child)
- CRPD, UN-Ausschuss zum Schutz der Rechte von Menschen mit Behinderungen (engl. Committee on the Rights of Persons with Disabilities)
- CSD, Kommission der Vereinten Nationen für Nachhaltige Entwicklung, (engl. Commission on Sustainable Development)
- CTBTO, Organisation des Vertrags über das umfassende Verbot von Nuklearversuchen, (engl. Comprehensive Nuclear-Test-Ban Treaty Organization)

## E
- ECOSOC, Wirtschafts- und Sozialrat der Vereinten Nationen, (engl. Economic and Social Council)
- ERC, UN-Nothilfekoordinator, (engl. Emergency Relief Coordinator)

## F
- FAO, Ernährungs- und Landwirtschaftsorganisation
- FINUL, Interimstruppe der Vereinten Nationen in Libanon, (frz. Force intérimaire des Nations Unies au Liban)
- FMI, Internationaler Währungsfonds, (frz. Fonds monétaire international)

## H
- HABITAT, Programm der Vereinten Nationen für menschliche Siedlungen
- HRC, UN-Menschenrechtsausschuss (engl. Human Rights Committee)

## I
- IAEA, Internationale Atomenergie-Organisation, (engl. International Atomic Energy Agency)
- IAEO, Internationale Atomenergie-Organisation
- IBRD, Internationale Bank für Wiederaufbau und Entwicklung, (engl. International Bank for Reconstruction and Development) Teil der Weltbank
- ICAO, Internationale Zivilluftfahrtorganisation (engl. International Civil Aviation Organization)
- ICCPR, Internationaler Pakt über bürgerliche und politische Rechte (engl. International Covenant on Civil and Political Rights)
- ICESCR, Internationaler Pakt über wirtschaftliche, soziale und kulturelle Rechte (engl. International Covenant on Economic, Social and Cultural Rights)
- ICSID, Internationales Zentrum zur Beilegung von Investitionsstreitigkeiten, (engl. International Centre for Settlement of Investment Disputes), Teil der Weltbank
- ICTR, Internationaler Strafgerichtshof für Ruanda, (engl. International Criminal Tribunal for Ruanda)
- ICTY, Internationaler Strafgerichtshof für das ehemalige Jugoslawien, (engl. International Criminal Tribunal for the former Yugoslavia)
- IDA, Internationale Entwicklungsorganisation, (engl. International Development Association), Teil der Weltbank
- IFC, Internationale Finanz-Corporation, (engl. International Finance Corporation), Teil der Weltbank
- ILO, Internationale Arbeitsorganisation, (engl. International Labour Organization)
- IMCO, engl. Inter-Governmental Maritime Consultative Organization, Vorgängerorganisation der IMO
- IMF, Internationaler Währungsfonds, (engl. International Monetary Fund)
- IMO, Internationale Seeschifffahrts-Organisation, (International Maritime Organization)
- INTERFET, Internationale Streitkräfte Osttimor, (engl. International Force East Timor)
- IOSN, International Open Source Network
- IRIN, Integrierte Regionale Informationsnetzwerke, (engl. Integrated Regional Information Networks)
- IWF, Internationaler Währungsfonds

## M
- MIGA, Multilaterale Investitions-Garantie-Agentur, (engl. Multilateral Investment Guarantee Agency), Teil der Weltbank

## O
- OCHA, Amt für die Koordinierung humanitärer Angelegenheiten (engl. Office for the Coordination of Humanitarian Affairs), eine Abteilung des UN-Sekretariats, siehe UN-Nothilfekoordinator
- OHCHR, Büro des Hohen Kommissars der Vereinten Nationen für Menschenrechte (engl. Office of the High Commissioner for Human Rights)
- OIT, Internationale Arbeitsorganisation, (frz. Organisation internationale du travail)
- OMI, Internationale Seeschifffahrts-Organisation, (frz. Organisation maritime internationale)
- ONIDU, Organisation der Vereinten Nationen für industrielle Entwicklung, (frz. Organisation nationale industrielle...)
- ONUAA, Ernährungs- und Landwirtschaftsorganisation (frz. Organisation des Nations Unies pour l’alimentation et l’agriculture)

## P
- PNUD, Entwicklungsprogramm der Vereinten Nationen, (frz. Programme des Nations Unies pour le développement)

## S
- SPT, UN-Unterausschuss zur Verhütung von Folter (engl. Subcommittee on Prevention of Torture)

## T
- TPIR, Internationaler Strafgerichtshof für Ruanda, (frz. Tribunal pénal international pour le Rwanda)
- TPIY, Internationaler Strafgerichtshof für das ehemalige Jugoslawien, (frz. Tribunal pénal international pour l'ex-Yougoslavie)

## U
- UNAIDS, Gemeinsames Programm der Vereinten Nationen zu HIV/AIDS, (engl. Joint United Nations Programme on HIV/AIDS)
- UNAFHIR, Österreichisches Feldspital der Vereinten Nationen im Iran, (engl. United Nations Austrian Field Hospital in Iran)
- UNAMET, Mission der Vereinten Nationen in Osttimor, (engl. United Nations Mission in East Timor)
- UNCED, Konferenz der Vereinten Nationen über Umwelt und Entwicklung, (engl. United Nations Conference on Environment and Development)
- UNCHS, engl. United Nations Centre for Human Settlements siehe HABITAT
- UNCITRAL, Kommission der Vereinten Nationen für internationales Handelsrecht, (engl. United Nations Commission on International Trade Law)
- UNDCP, Internationales Drogenkontrollprogramm der Vereinten Nationen (engl. United Nations International Drug Control Programme), siehe Büro der Vereinten Nationen für Drogen- und Verbrechensbekämpfung
- UNDOF, Beobachtertruppe der Vereinten Nationen für die Truppenentflechtung, (engl. United Nations Disengagement Observer Force)
- UNDP, Entwicklungsprogramm der Vereinten Nationen, (engl. United Nations Development Programme)
- UNEP, Umweltprogramm der Vereinten Nationen, (engl. United Nations Environment Programme)
- UNEF, Noteinsatztruppe der Vereinten Nationen, (engl. United Nations Emergency Force)
- UNESCO, Organisation der Vereinten Nationen für Erziehung, Wissenschaft und Kultur, (engl. United Nations Educational, Scientific and Cultural Organization)
- UNHCHR, Hoher Kommissar der Vereinten Nationen für Menschenrechte (engl. United Nations High Commissioner for Human Rights)
- UNHCR, Hoher Flüchtlingskommissar der Vereinten Nationen, (engl. United Nations High Commissioner for Refugees)
- UNHQ, UN-Hauptquartier
- UNHRC, UN-Menschenrechtsrat (engl. United Nations Human Rights Council)
- UNICEF, Kinderhilfswerk der Vereinten Nationen, (engl. United Nations International Children’s Emergency Fund)
- UNIDO, Organisation der Vereinten Nationen für industrielle Entwicklung, (engl. United Nations Industrial Development)
- UNIFIL, Interimstruppe der Vereinten Nationen in Libanon, (engl. United Nations Interim Force in Lebanon)
- UNIIIC, Internationale unabhängige Untersuchungskommission der Vereinten Nationen, (engl. United Nations International Independent Investigation Commission)
- UNIIMOG, Militärische Beobachtergruppe der Vereinten Nationen für Irak und Iran, (engl. United Nations Iraq-Iran Military Observer Group)
- UNIFEM, Entwicklungsfonds der Vereinten Nationen für Frauen, (frz. Fonds de développement des Nations Unies pour la femme)
- UNIKOM, Beobachtermission der Vereinten Nationen für Irak und Kuwait, (engl. United Nations Iraq-Kuwait Observation Mission)
- UNMISET, Unterstützungsmission der Vereinten Nationen in Osttimor, (engl. United Nations Mission of Support in East Timor)
- UNMIT, Integrierte Mission der Vereinten Nationen in Timor-Leste, (engl. Integrierte Mission der Vereinten Nationen in Timor-Leste)
- UNODC, Büro der Vereinten Nationen für Drogen- und Verbrechensbekämpfung, Teil des UN-Sekretariats
- UNOG, Büro der Vereinten Nationen in Genf (engl. United Nations Office at Geneva), neben dem New Yorker UN-Hauptquartier der zweite Hauptsitz der Vereinten Nationen
- UNOGIL, Beobachtungsgruppe der Vereinten Nationen im Libanon, (engl. United Nations Observation Group in Lebanon)
- UNON, Büro der Vereinten Nationen in Nairobi
- UNOOSA, Büro der Vereinten Nationen für Weltraumfragen
- UNOPS, engl. United Nations Office for Project Services, siehe Projektbüro für das Entwicklungsprogramm der Vereinten Nationen
- UNOTIL, Büro der Vereinten Nationen in Osttimor, (engl. United Nations Office in Timor-Leste)
- UNOV, Büro der Vereinten Nationen in Wien, (engl. United Nations Office at Vienna)
- UNSC, Sicherheitsrat der Vereinten Nationen (engl. United Nations Security Council)
- UNSCOP, UN-Sonderausschuss Palästina, (engl. United Nations Special Committee on Palestine)
- UNTAET, Übergangsverwaltung der Vereinten Nationen für Osttimor, (engl. United Nations Transitional Administration in East Timor)
- UNTC, Vertragssammlung der Vereinten Nationen (engl. United Nations Treaty Collection)
- UNTS, Vertragsserie der Vereinten Nationen (engl. United Nations Treaty Series)
- UNTSO, Organisation der Vereinten Nationen zur Überwachung des Waffenstillstands, (engl. United Nations Truce Supervision Organization)
- UNYOM, Beobachtermission der Vereinten Nationen in Jemen, (ngl. United Nations Yemen Observation Mission)

## W
- WFEO, World Federation of Engineering Organizations
- WFP, Welternährungsprogramm der Vereinten Nationen, (engl. UN World Food Programme)
- WHO, Weltgesundheitsorganisation, (engl. World Health Organization)